# Мартин Валзер
Мартин Валзер (на немски: Martin Walser) е германски белетрист, есеист и драматург.

## Биография и творчество
Мартин Валзер е роден е във Васербург край Боденското езеро в дома на гостилничар.
Към края на войната момчето е призовано в редовете на Вермахта като помощник в противовъздушната отбрана. След поражението на Германия Валзер следва философия, история и литературознание в Тюбингенския университет и прави докторат върху творчеството на Франц Кафка. Написва няколко радиопиеси, което му помага да си намери работа като режисьор в радиото и телевизията.
Първата белетристична творба на Мартин Валзер веднага привлича вниманието – малкият сборник разкази „Самолет над дома“ (1955). След излизането на книгата Мартин Валзер получава наградата на литературното сдружение „Група 47“ и става негов член. Тогава създава произведението, което го утвърждава като един от най-ярките и обещаващи млади немски автори – романа „Бракове във Филипсбург“ (1957). Наградата „Херман Хесе“ (1957), която получава за този роман, дава възможност на писателя да заживее на свободна практика край Боденското езеро. Там Валзер написва романа „Полувреме“ (1960), с който започва своята „сага“ за приспособенеца Анселм Кристлайн. Следващият роман от тази поредица е „Еднорогът“ (1966). Тук наред с обществената картина във Федералната република писателят изобразява владеещия в страната „литературен бизнес“.
Тази тема Валзер разработва основно в повестта си „Фикция“ (1970). Социално-политическият ангажимент на Валзер намира най-силен израз в повестта „Болестта на Галистл“ (1972). В следващата си творба, романа „Крушението“ (1973), Валзер се разделя със своя основен герой – „виртуоза на приспособяването“. Мотивът за психическата обремененост на съвременния човек е в основата и на романа „Отвъд любовта“ (1976).
В 1978 г. излиза повестта на Валзер „Бягащият кон“, която става литературно събитие. Следва поредица от романи, сред които личат „Душевен труд“ (1979), „Домът с лебедите“ (1980), „Писмо до лорд Лист“ (1982), „Прибой“ (1985), „Лов“ (1988), „Бликащият извор“ (1998), „Смъртта на един критик“ (2002), „Мигът на любовта“ (2004) и „Цъфтежът на страха“ (2006).
Години наред литературната критика във ФРГ напада Мартин Валзер, оспорва постиженията му, ту го нарича „талант, избрал погрешно темата си“, ту „остроумен палячо на революционната левица“. Но за творчеството си писателят получава редица литературни отличия:
Писателят е член на Берлинската академия на изкуствата, Саксонската академия на изкуствата, Немската академия за език и литература в Дармщат и ПЕН клуба на ФРГ.

## Преводи на български
- Бракове във Филипсбург. Роман. Прев. от нем. Тодор Берберов, София: Нар. култура, 1969.
- Душевни терзания. Роман. Прев. от нем. [с предг.] Вера Андреева, Пловдив: Хр. Г. Данов, 1981.
- Бягащият кон. Разкази и повести. Състав. и предг. Венцеслав Константинов; Прев. от нем. Венцеслав Константинов и др. София: ОФ, 1982.
- Къщата с лебеда. Прев. от нем. [с предг.] Елена Николова-Руж, София: Народна култура, 1983.
- Бликащият извор. Прев. от нем. Димана Илиева. София: Делакорт, 2003.

## Награди и отличия
- 1955: „Награда на Група 47“
- 1957: „Награда Херман Хесе“
- 1962: „Награда Герхарт Хауптман“
- 1967: „Награда Бодензее“ на град Юберлинген
- 1980: „Възпоменателна награда Шилер“ на провинция Баден-Вюртемберг
- 1980: Verdienstorden des Landes Baden-Württemberg
- 1981: „Награда Георг Бюхнер“
- 1981: Ehrengabe der Heinrich-Heine-Gesellschaft
- 1983: Почетен доктор на университета в Констанц
- 1984: Почетен гражданин на общността Васербург при Бодензее
- 1987: Голям Федерален орден за заслуги
- 1990: „Голяма литературна награда на Баварската академия за изящни изкуства“
- 1990: Carl-Zuckmayer-Medaille
- 1990: „Награда Рикарда Хух“
- 1992: Friedrich-Schiedel-Literaturpreis
- 1992: Aufnahme in den Orden „Pour le mérite“ für Wissenschaft und Künste
- 1993: „Награда Франц Набл“
- 1994: Голям Федерален орден за заслуги със звезда
- 1994: Почетен доктор на Техническия университет в Дрезден
- 1995: Почетен доктор на университета в Хилдесхайм
- 1996: „Награда Фридрих Хьолдерлин на град Бад Хомбург“
- 1997: Wilhelm-Heinse-Medaille
- 1998: „Награда за мир на немските книгоразпространители“[1]
- 1998: Почетен доктор на Католическия университет в Брюксел
- 1999: Autor des Jahres 1998 (Wahl durch die deutschen Buchhändler)
- 2002: „Награда Юлиус Кампе“
- 2002: „Алеманска литературна награда“
- 2005: Oberschwäbischer Kunstpreis
- 2006: Финалист за „Немската награда за книга“: Angstblüte
- 2008: „Награда Корине“ на баварския президент, за цялостно творчество
- 2009: Weishanhu-Preis vom The People’s Literature Publishing House China
- 2010: Preis der Deutschen Gesellschaft e. V. für Verdienste um die deutsche und europäische Vereinigung[2]
- 2013: Почетен доктор на университета в Тесалия
- 2015: „Награда Фридрих Ницше“ на провинция Саксония-Анхалт за цялостно творчество